# Glanzbarsche
Die Glanzbarsche (Callanthiidae (Gr.: kallos = schön + anthias)) sind eine Familie der Barschverwandten (Percomorpha). Sie kommt im Indischen Ozean, im Pazifik, im östlichen Atlantik und im Mittelmeer in Tiefen von 15 bis 500 Metern vor.

## Merkmale
Glanzbarsche ähneln in Gestalt und Farbenpracht den Fahnenbarschen (Anthiadinae). Die Arten der Gattung Callanthias werden 18 bis 60 cm lang, die der Gattung Grammatonotus acht bis 12,8 cm. Die Fische haben eine einzelne Rückenflosse, die Schwanzflossenform ist variabel. Das Seitenlinienorgan verläuft entlang der Basis der Rückenflosse und endet am Ende der Rückenflosse oder auf dem Schwanzflossenstiel. Die Rückenflosse wird von elf Hartstrahlen und neun bis elf Weichstrahlen gestützt. Entlang der Mitte der Flanken zieht sich eine Reihe von Schuppen, die mit kleinen Gruben versehen sind.

## Gattungen und Arten
Es gibt 18 Arten in zwei Gattungen:
- Gattung Callanthias Lowe, 1839[1]

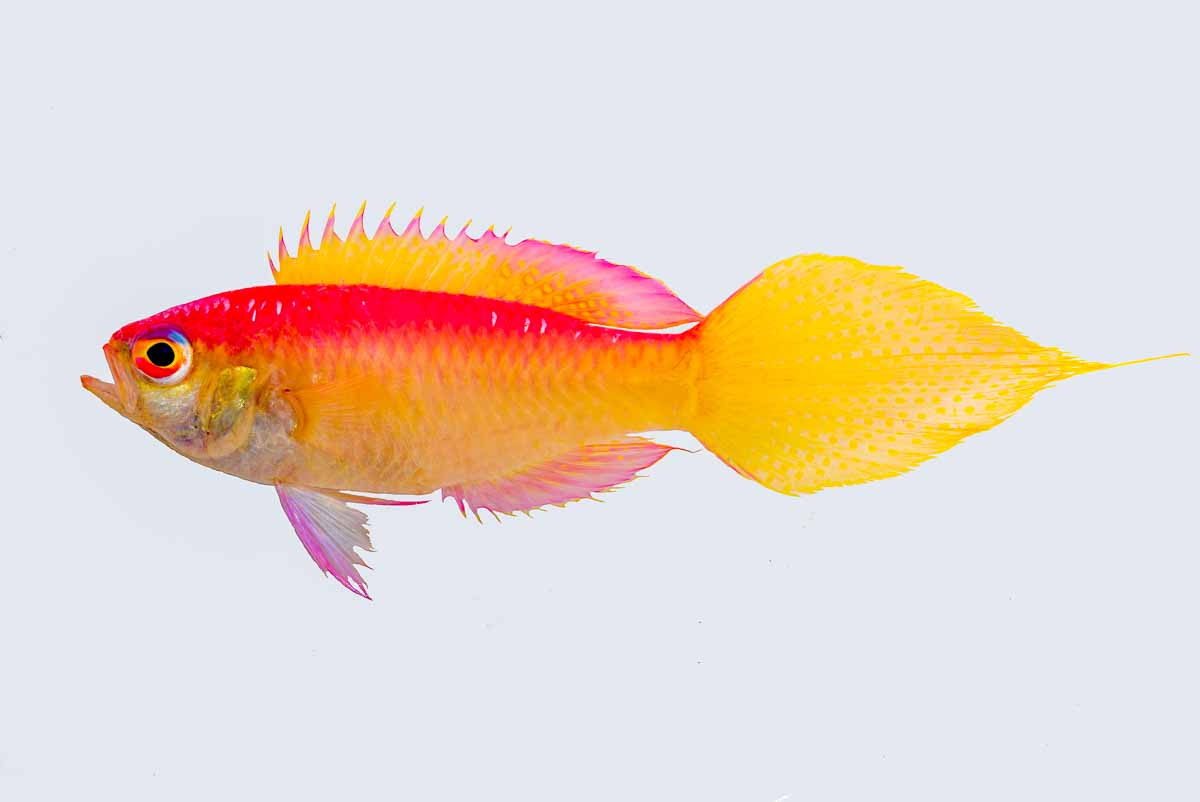
Grammatonotus brianne

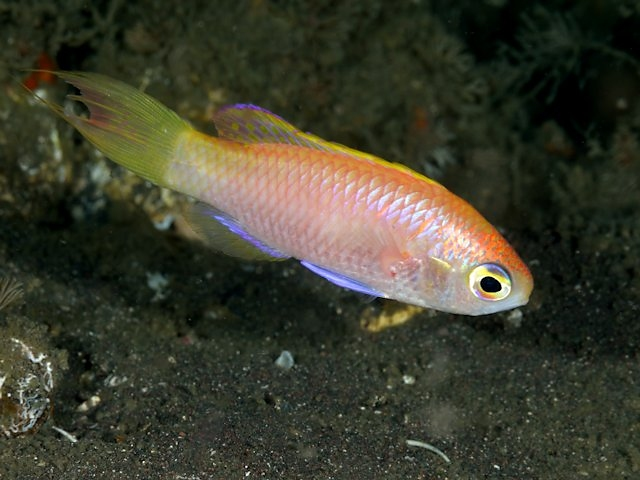
Grammatonotus laysanus

  - Callanthias allporti Günther, 1876.
  - Callanthias australis  Ogilby, 1899.
  - Callanthias japonicus Franz, 1910.
  - Callanthias legras Smith, 1948.
  - Callanthias parini Anderson & Johnson, 1984.
  - Callanthias platei Steindachner, 1898.
  - Callanthias ruber (Rafinesque, 1810), Typusart
  - Callanthias splendens Griffin, 1921.
- Gattung Grammatonotus Gilbert, 1905.[2]
  - Grammatonotus ambiortus Prokofiev, 2006.
  - Grammatonotus brianne Anderson et al., 2016.[3]
  - Grammatonotus crosnieri (Fourmanoir, 1981).
  - Grammatonotus lanceolatus (Kotthaus, 1976).
  - Grammatonotus laysanus Gilbert, 1905, Typusart
  - Grammatonotus macrophthalmus Katayama, Yamamoto & Yamakawa, 1982.
  - Grammatonotus pelipels Anderson & Johnson, 2017.[4]
  - Grammatonotus roseus (Günther, 1880).
  - Grammatonotus surugaensis Katayama, Yamakawa & Suzuki, 1980.
  - Grammatonotus xanthostigma Anderson & Johnson, 2017.[4]

## Systematik
Die zwei Gattungen der Glanzbarsche wurden ursprünglich den Sägebarschen (Serranidae) zugeordnet. Als eigenständiges Taxon wurden die Glanzbarsche 1899 durch den australischen Zoologen James Douglas Ogilby eingeführt, zunächst aber als Unterfamilie der Sägebarsche. G. David Johnson stellte fest, dass beide Gattungen nicht zu den Sägebarschen gehören können, da ihnen die drei Stacheln auf dem Kiemendeckel, das charakteristische Merkmal dieser Familie, fehlt. Die US-amerikanischen Fischkundler James E. Böhlke und Victor G. Springer stellten die Gattungen Callanthias und Grammatonotus in die Familie der Feenbarsche (Grammatidae). Der französische Ichthyologe Pierre Fourmanoir erhob die Glanzbarsche schließlich in den Rang einer eigenständigen Familie. Aufgrund molekularbiologischer Untersuchungen werden sie seit 2021/22 in die Ordnung der Doktorfischartigen gestellt.